# Brenat
Brenat ist eine französische Gemeinde mit 629 Einwohnern (Stand: 1. Januar 2022) im Département Puy-de-Dôme in der Region Auvergne-Rhône-Alpes (vor 2016 Auvergne). Sie gehört zum Arrondissement Issoire und zum Kanton Issoire (bis 2015: Kanton Sauxillanges). Die Einwohner werden Brenatois genannt.

## Geographie
Brenat liegt etwa 29 Kilometer südsüdöstlich von Clermont-Ferrand am Fluss Ailloux. Umgeben wird Brenat von den Nachbargemeinden Aulhat-Flat im Norden, Saint-Quentin-sur-Sauxillanges im Osten, Varennes-sur-Usson im Süden, Parentignat im Westen und Südwesten sowie Orbeil im Westen und Nordwesten.

## Bevölkerungsentwicklung
| Jahr                       | 1962 | 1968 | 1975 | 1982 | 1990 | 1999 | 2006 | 2013 |
| Einwohner                  | 386  | 370  | 374  | 413  | 483  | 464  | 534  | 596  |
| Quellen: Cassini und INSEE |      |      |      |      |      |      |      |      |

## Sehenswürdigkeiten
- Kirche Saint-Barthélémy